# Araucaria laubenfelsii
Espèce
Classification phylogénétique
Statut de conservation UICN

 NT  : Quasi menacé
Araucaria laubenfelsii est une espèce de conifères du genre Araucaria, endémique de Nouvelle-Calédonie.

## Description
- Conifère au grossièrement colonnaire avec 4 branches en pseudo verticille, le tronc atteignant une hauteur de 20 mètres. Cyme tabulaire pour les spécimens âgés[2],[3].

## Répartition
Localisé dans les massifs ultramafiques du sud de la Nouvelle-Calédonie entre 400 et 1100 m d'altitude.